# Alte Hofhaltung (Bamberg)

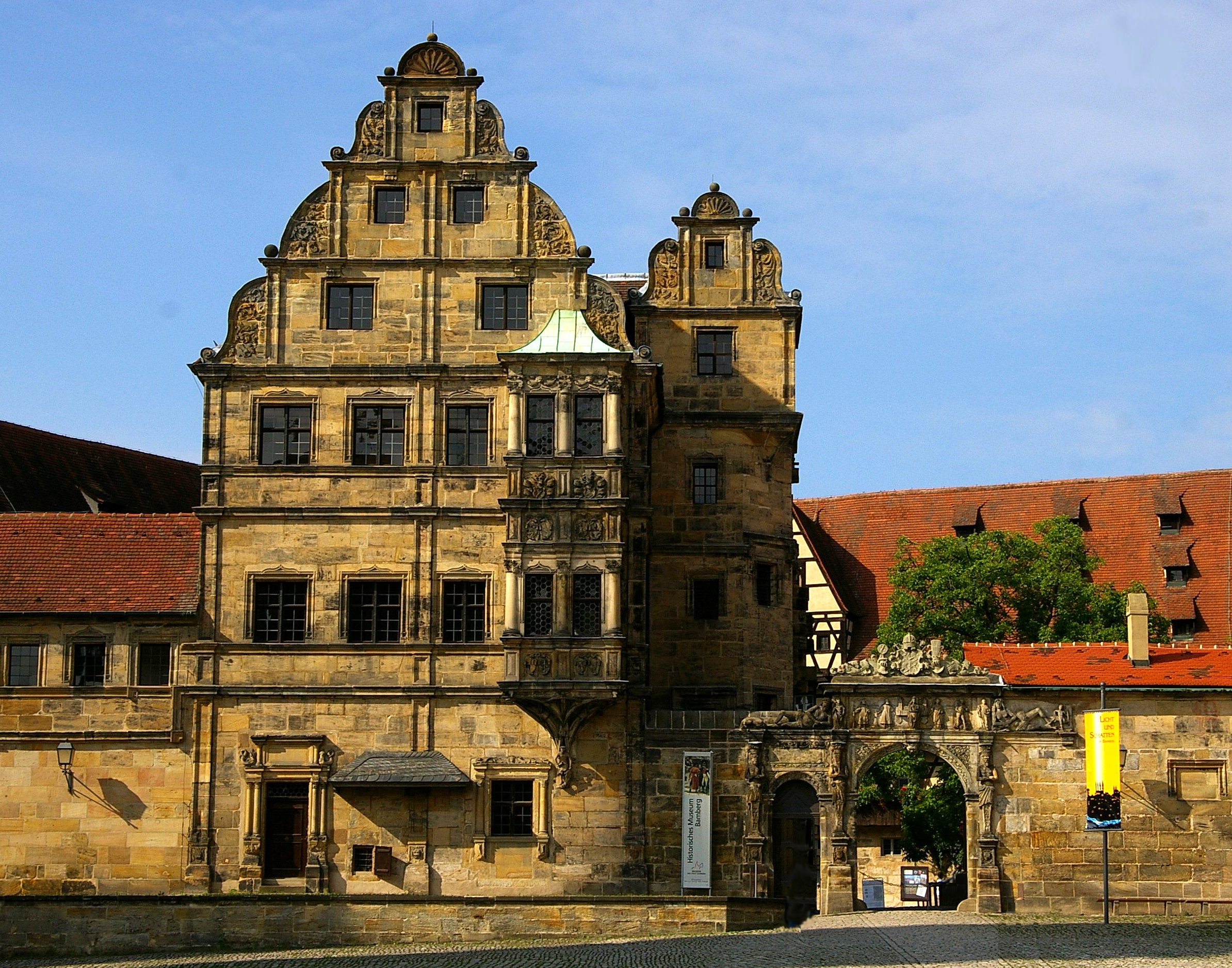
Fassadenfront am Domplatz

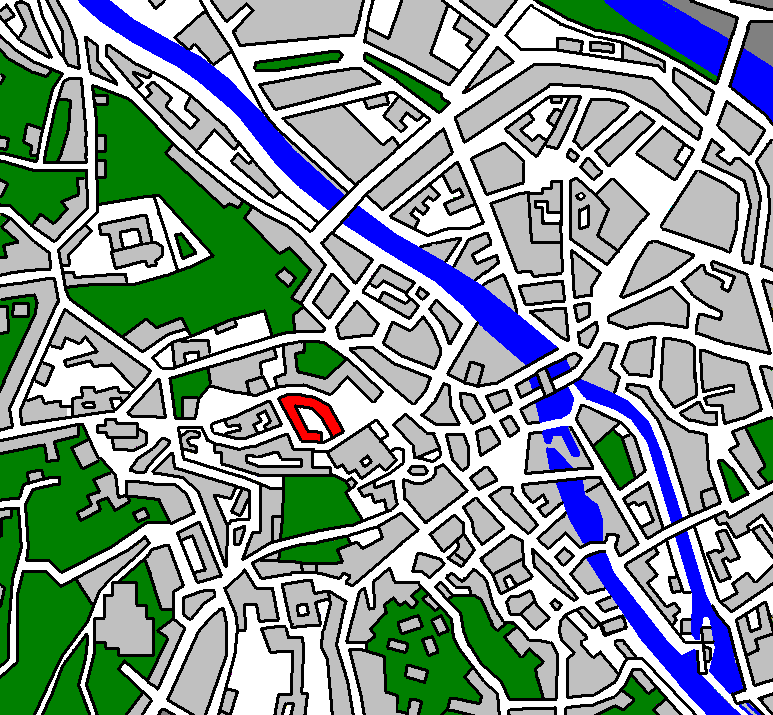
Lage in der Bamberger Altstadt

Die Alte Hofhaltung ist ein historischer Gebäudekomplex in Bamberg. Sie besteht aus ehemaligen Wohn- und Wirtschaftsgebäuden der bischöflichen Hofhaltung, die ab dem 15. Jahrhundert an der Stelle der Pfalz Kaiser Heinrichs II. errichtet wurden.
Früher stand hier auf dem Bamberger Domberg ein Kastell der Babenberger, das Castrum Babenberg. 1003 entstand daraus die Pfalz des  Herzogs von Bayern und späteren römisch-deutschen Kaisers Heinrich II. Nach Gründung des Bistums Bamberg wurde sie 1007 Bischofsresidenz der Bamberger Bischöfe. Nachdem die Bauten am Domberg fertiggestellt worden waren, stand die Alte Hofhaltung, die in ihrem Kern noch Reste des Palas und der Kapelle aus dem 11. Jahrhundert enthält, zwischen dem Dom im Süden und der Neuen Residenz im Norden. Nach dem Umzug des Fürstbischofs in einen neuen Palast wurden die Gebäude als Kanzlei, Bibliothek und Ratsstube verwendet. Heute ist dort das Historische Museum der Stadt und im Henneberg-Flügel die Dombauhütte untergebracht. Im Sommer finden im Innenhof die Calderon-Festspiele statt.

## Geschichte

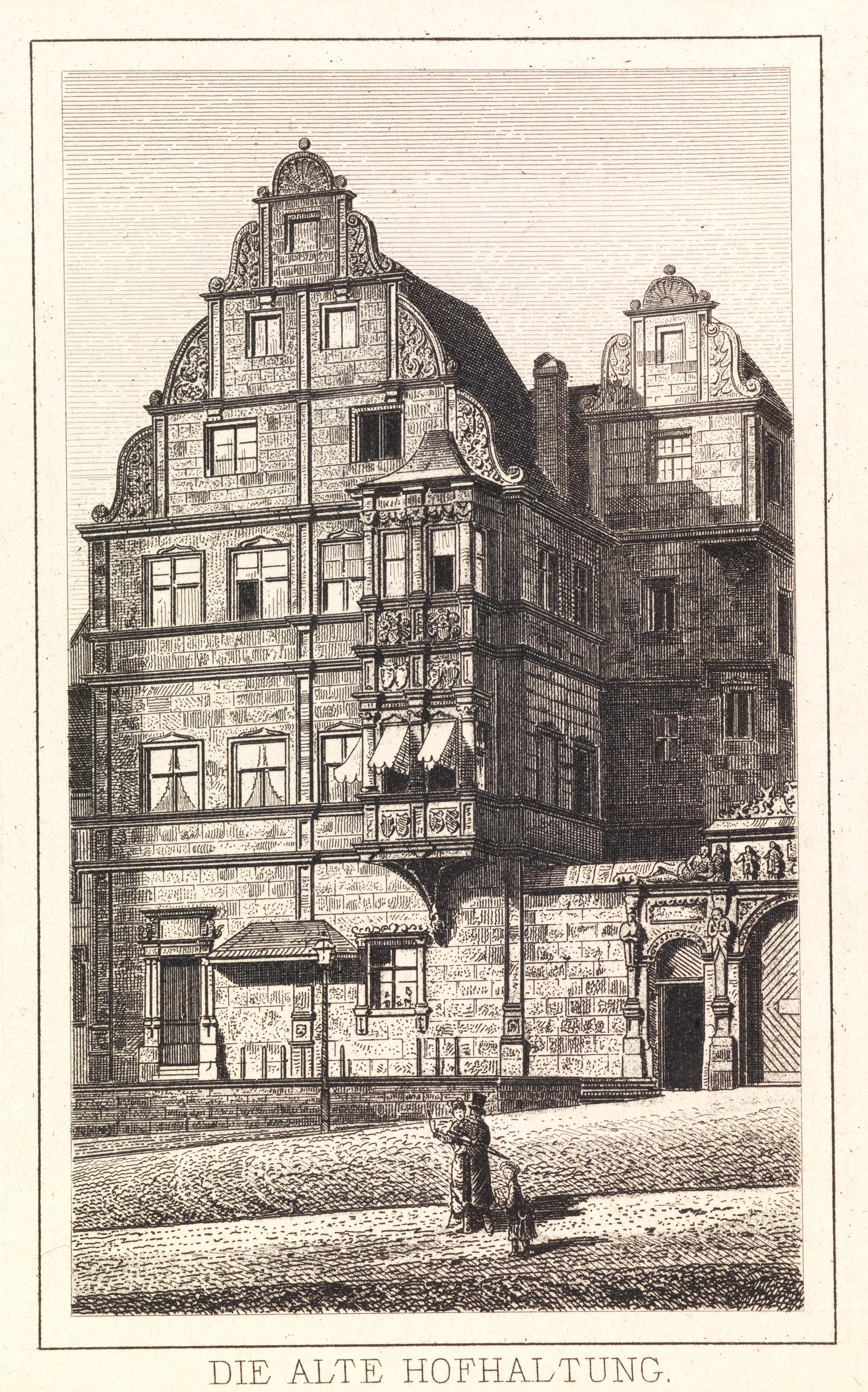
Fassadenfront, Stahlstich (um 1880)

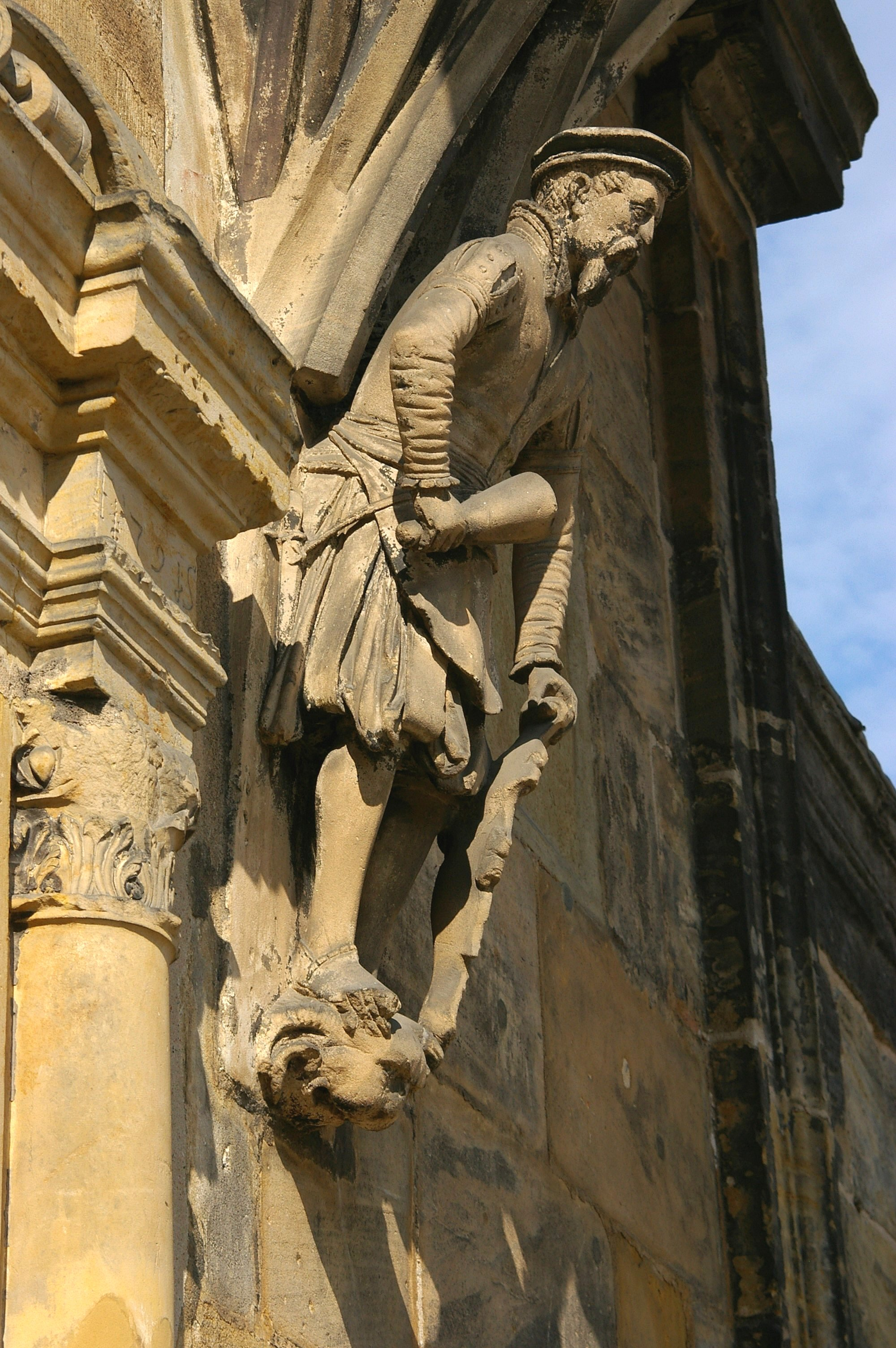
Figur am Erkerfuß – vermutlich Erasmus Braun

Historische Fotografie der Fassadenfront von 1906

Nach dem Tod von Adalbert von Babenberg aus dem Hause der Popponen wurden dessen Lehensgüter Besitz der Krone und verblieben dort bis zum Jahr 973. In diesem Jahr kamen sie als Lehen an Herzog Heinrich den Zänker.
In der Zeit als Kronbesitz wurde das Castrum auch als Staatsgefängnis genutzt. Hier wurden der abgesetzte König von Italien und Markgraf von Ivrea Berengar II. und seine Gemahlin festgesetzt.
Aus der Zeit Kaiser Heinrichs II. ist die Weihinschrift der Thomaskapelle erhalten geblieben. Aus ihr geht hervor, dass im Jahr 1020 Papst Benedikt VIII. diese Kapelle zu Ehren Mariens und St. Thomas weihte.
Aus dem 11. Jahrhundert stammte auch die nicht mehr existierende Kapelle St. Andreas. An dieser Stelle hat sich der Legende nach Kaiserin Kunigunde dem Gottesurteil mit dem Gang über glühende Pflugscharen unterworfen. Zu den Ergebnissen der Ausgrabungen siehe Domberg (Bamberg).
Im 16. Jahrhundert wurde der Palas Heinrichs II. abgebrochen; einige Fensterbogen im Inneren des Renaissanceflügels sind erhalten blieben.

### 15. Jahrhundert
Unter Fürstbischof Philipp von Henneberg (1475–1487) wurden der südöstliche und der östliche Flügel erbaut. Das Wappen von Henneberg befindet sich über dem rückwärtigen Eingangstor. Bemerkenswert sind die bemalten Traufbretter unter den Regenrinnen.
Unter der Regierung seines Nachfolgers Fürstbischof Heinrich III. Groß von Trockau (1487–1501) vernichtete ein Brand den Küchentrakt der Hofhaltung. Dies hatte zur Folge, dass in der Regierungszeit Heinrichs III. dieser Bauteil neu erbaut wurde. Über dem Eingangstor der Nordseite befindet sich eines der schönsten erhaltenen Wappen in Bamberg.

### 16. Jahrhundert
Unter der Regierung von Fürstbischof Veit II. von Würtzburg (1561–1577) wurden Teile des Palas aus der Zeit von Kaiser Heinrich II. abgebrochen oder in den Renaissancetrakt integriert. Das Gebäude wurde ab 1570 unter Leitung von Erasmus Braun, der sich unterhalb des Erkers selbst verewigt hat, in der heutigen Form errichtet. An dem Erker sind unterhalb der Fenster Wappen von Adelsgeschlechtern eingemeißelt. Die Fassade des Renaissancegebäudes war ursprünglich farbig gefasst.
Als repräsentativen Eingang schuf Bildhauer Pankraz Wagner 1573 die „Schöne Pforte“. Das Relief Marias wird flankiert von Heinrich und Kunigunde, die hinter der Muttergottes ein Dommodell halten. Es zeigt den Dom im Detail, wie er bis 1764 aussah. Weiter außen sind links der heilige Petrus und rechts der heilige Georg und daneben zwei Bischöfe, der heilige Otto und wahrscheinlich Kilian, der „Apostel der Franken“, dargestellt. Die liegenden Figuren zu beiden Seiten symbolisieren Main und Regnitz, die beiden Flüsse der Stadt. Auf diesem Relief bekrönt das Würzburger Wappen das zwischen dem Renaissancetrakt und der „Hohen Warte“ eingeschobene Eingangsportal.

### 18. Jahrhundert

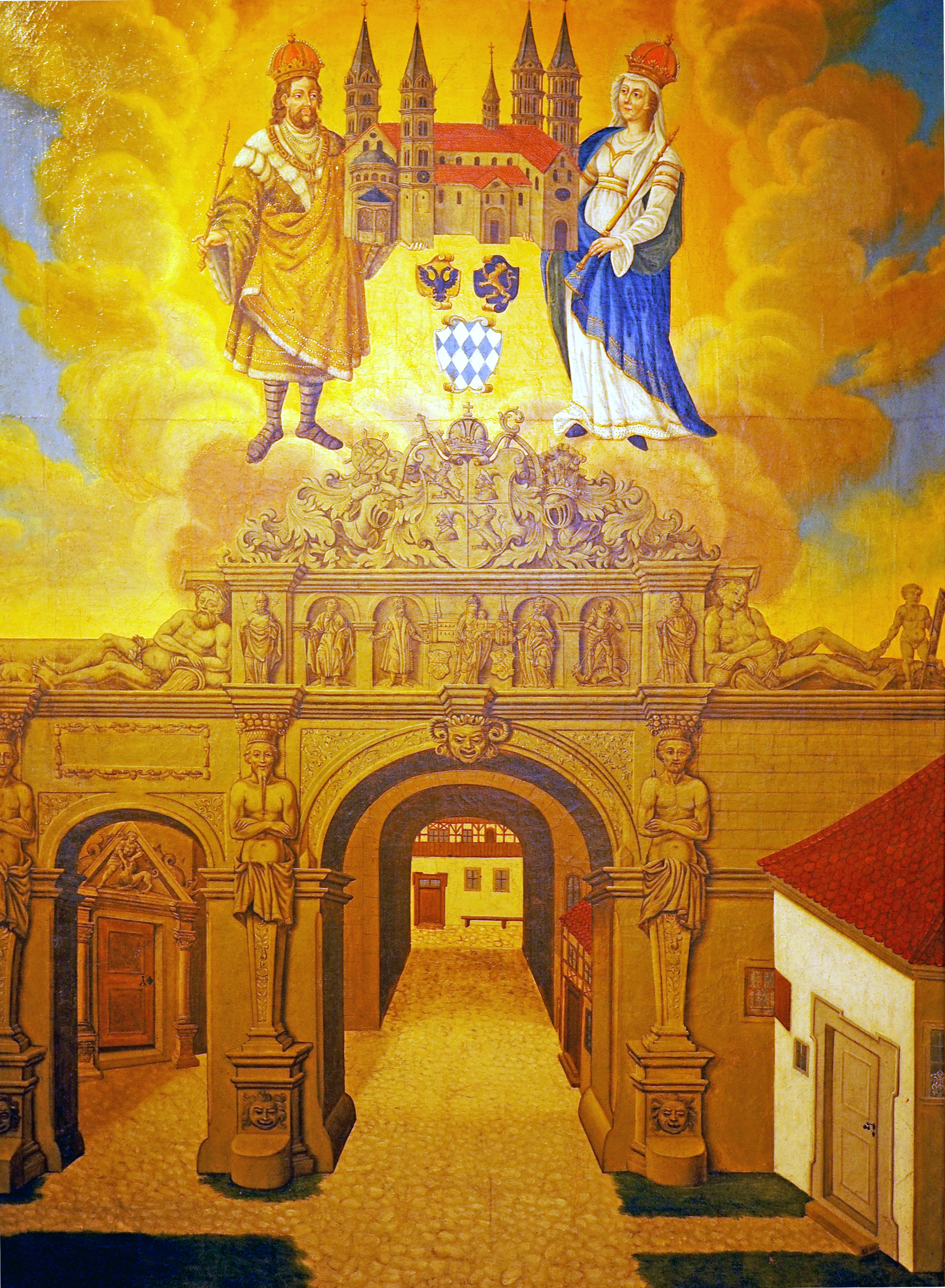
Portal der Alten Hofhaltung, darüber Heinrich und Kunigunde mit dem Dommodell (18. Jh.)

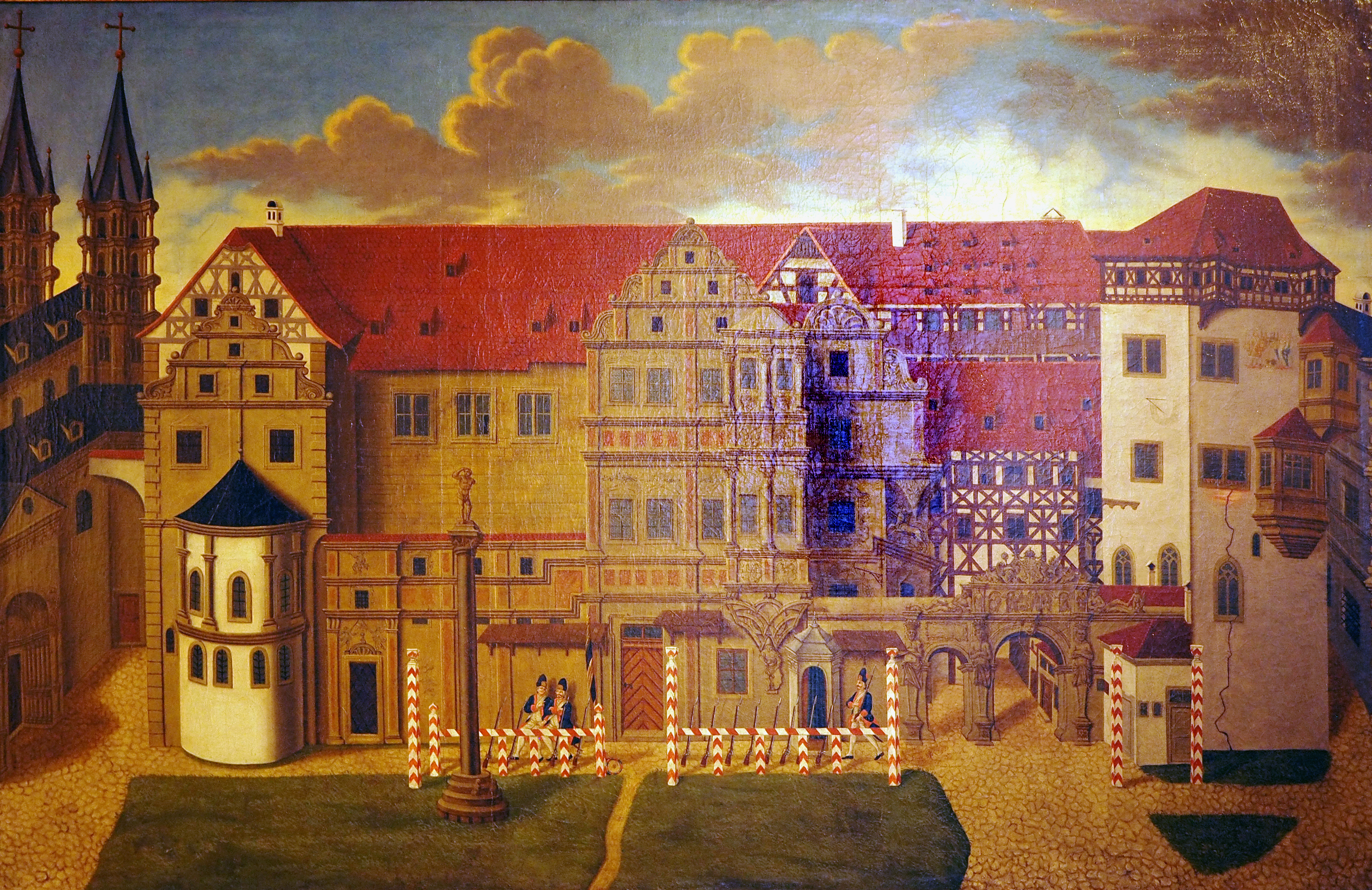
Die Alte Hofhaltung vor Abbruch der Hohen Warte und der Andreaskapelle (18. Jh.)

Die Hofhaltung wurde im Jahr 1777 durch den Abbruch der den Hof teilenden Gebäude, insbesondere des Langschiffes der Thomaskapelle, den Teilabbruch der Hohen Warte und den Abbruch der achteckigen Andreaskapelle am Anfang der Domgasse stark verändert. Heute betritt man die Domgasse durch den vormaligen Innenraum der abgebrochenen Andreaskapelle.

## Innenhof
Der romantisch anmutende, von spätgotischen Fachwerkbauten mit Laubengängen umrahmte Innenhof entstand durch den Abbruch eines den Hof teilenden Gebäudes.
Im Innenhof fällt ein großes überdachtes Sandsteinbecken auf, an den ein Wassertrog angesetzt ist. Die Füllung dieses Wasserbassins übernahm die Fernwasserversorgung.

Der Innenhof der Alten Hofhaltung
Fotografie des Innenhofes von 1906
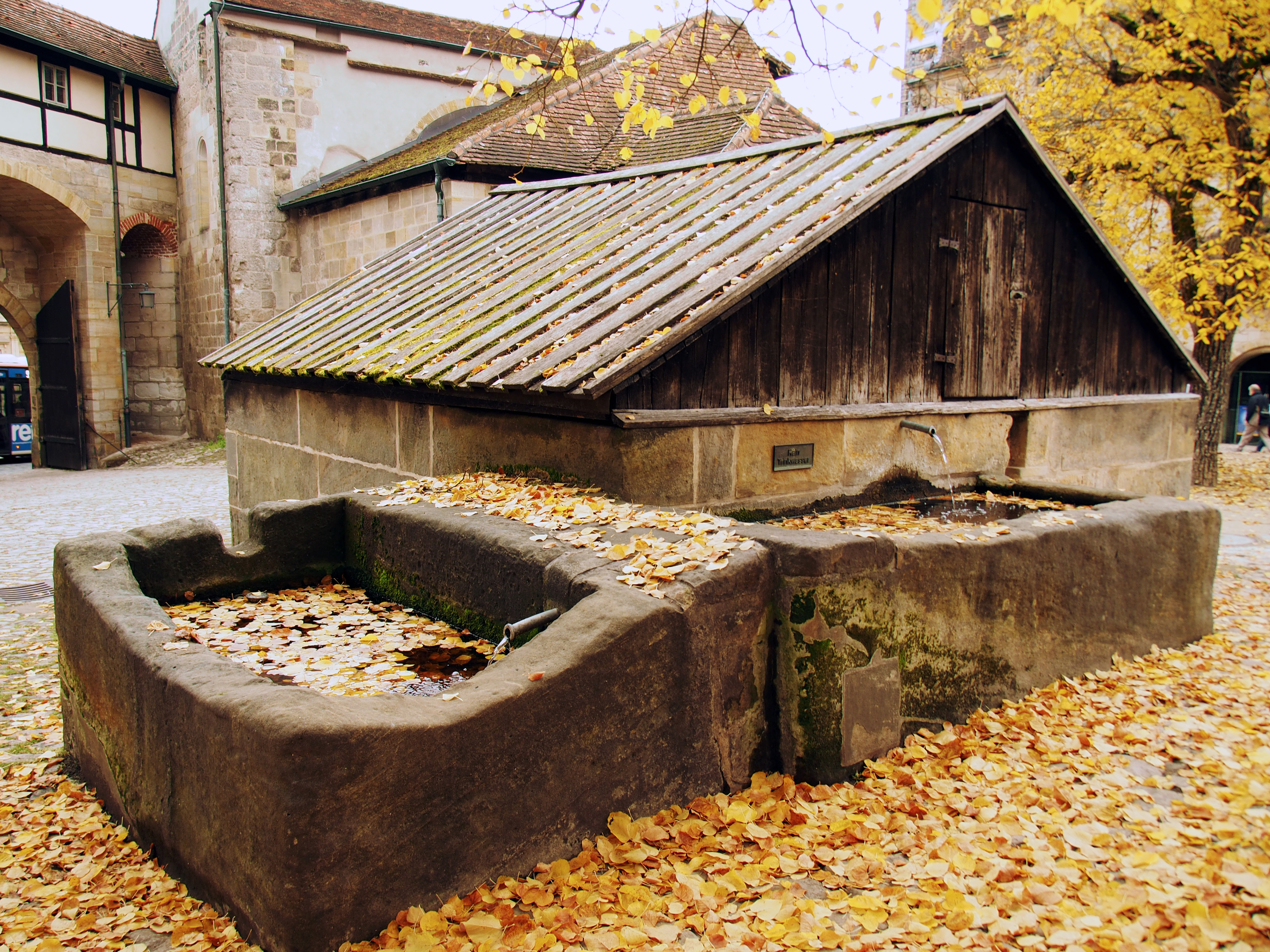
Der Brunnen im Innenhof zeugt von vielen Jahren Benutzung
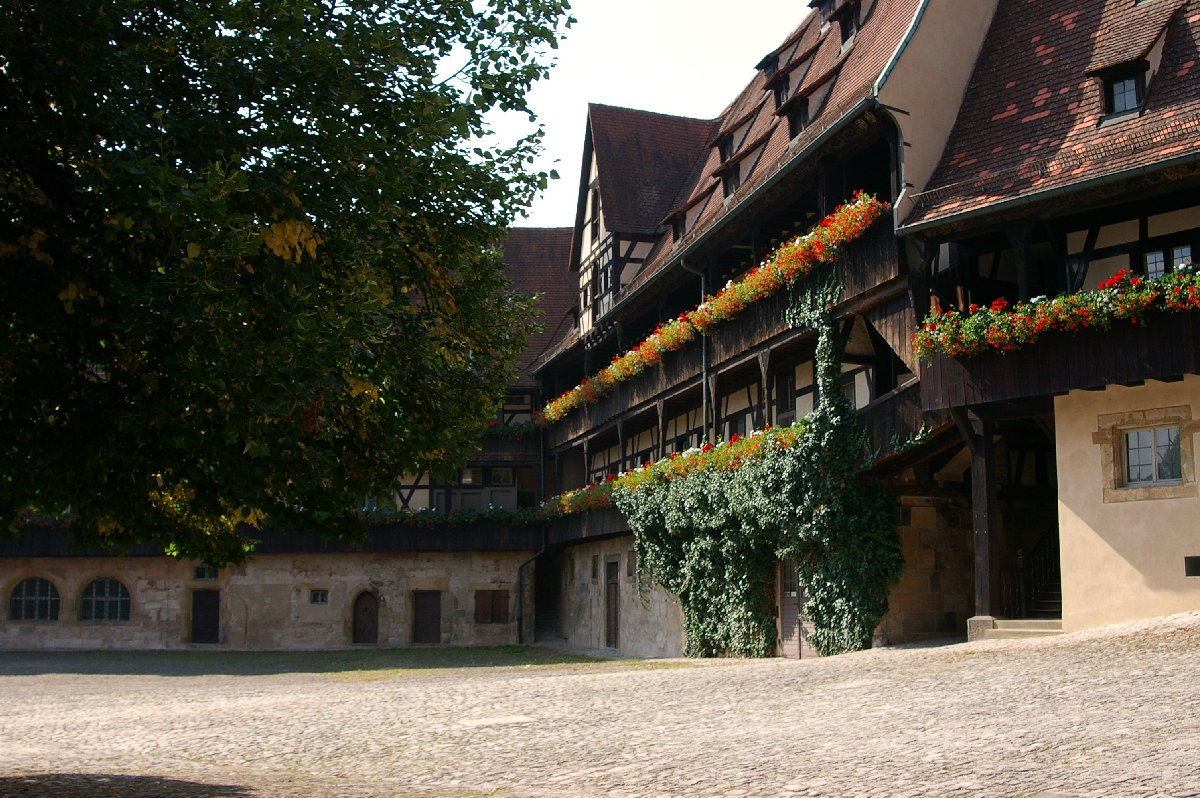
Teil des Innenhofes
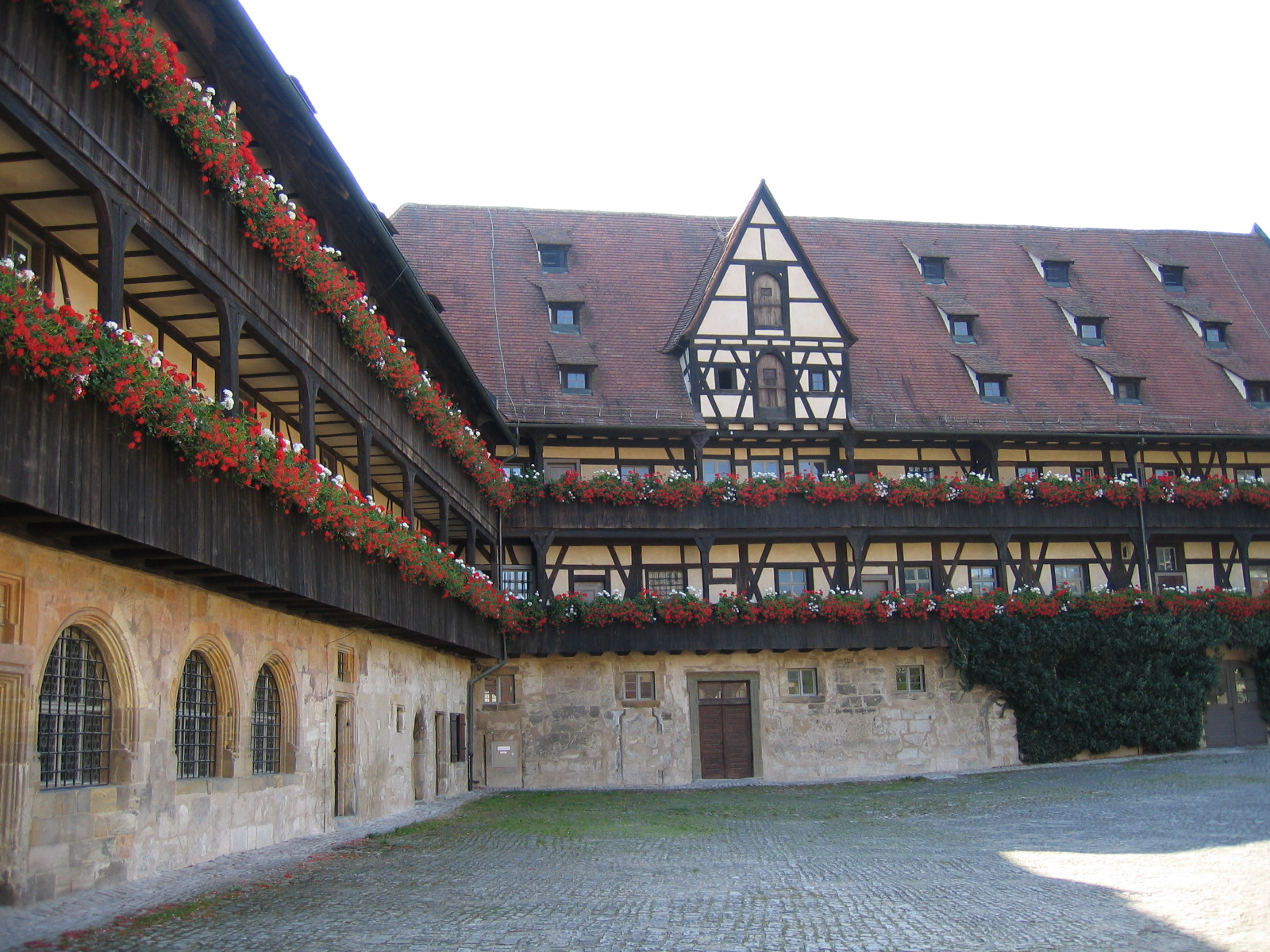
Innenhof der Alten Hofhaltung

## Heutige Nutzung des Baukomplexes und des Innenhofes

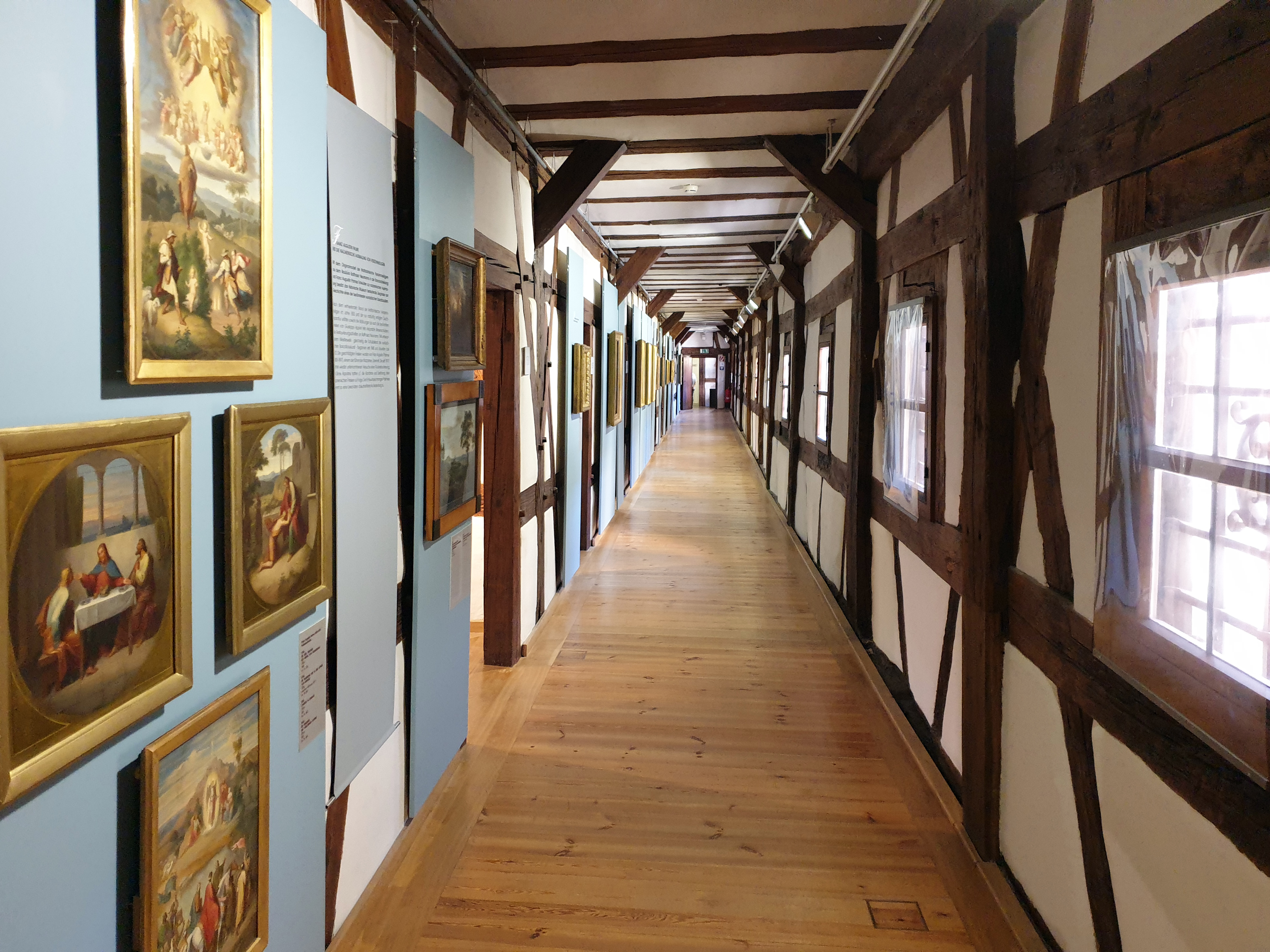
Flur in der Alten Hofhaltung ist Teil des Historischen Museums

1938 wurde im Renaissance-Bau das Fränkische Heimatmuseum (ab 1957 Historisches Museum Bamberg) eingerichtet. Bis 1961 waren im Süd- und Westflügel der spätgotischen Fachwerkbauten Wohnungen untergebracht. Nach dem Brand der Burg Trausnitz in Landshut am 21. Oktober 1961 wurden die Wohnungen im Eilverfahren geräumt. Bereits zu dieser Zeit entstand die Planung, den gesamten Komplex in Museumsräume umzugestalten, was bereits zur 1000-Jahr-Feier der Stadt Bamberg 1973 umgesetzt sein sollte. Die Fertigstellung zog sich allerdings bis in die 1990er Jahre hin.
Für die Veranstaltung des 85. Katholikentages in Bamberg 1966 wurde die Bauhütte der Dombauhütte im Eselstall zugunsten einer Ehrentribüne abgebrochen. Die Werkstatt der Dombauhütte wurde zunächst im südlichen Trakt des Henneberg-Flügels untergebracht, bevor sie ihr jetziges Domizil beziehen konnte.
Zur 1000-Jahr-Feier 1973 wurden erstmals Calderon-Festspiele im Innenhof dieser ehemaligen fürstbischöflichen Residenz aufgeführt.
Der Innenhof wird auch als gesellschaftlicher Treffpunkt bei verschiedenen Feiern und Veranstaltungen des Erzbistums Bamberg genutzt.

## Ereignisse

### Gefangenschaft und Tod des Königs Berengar II. von Italien

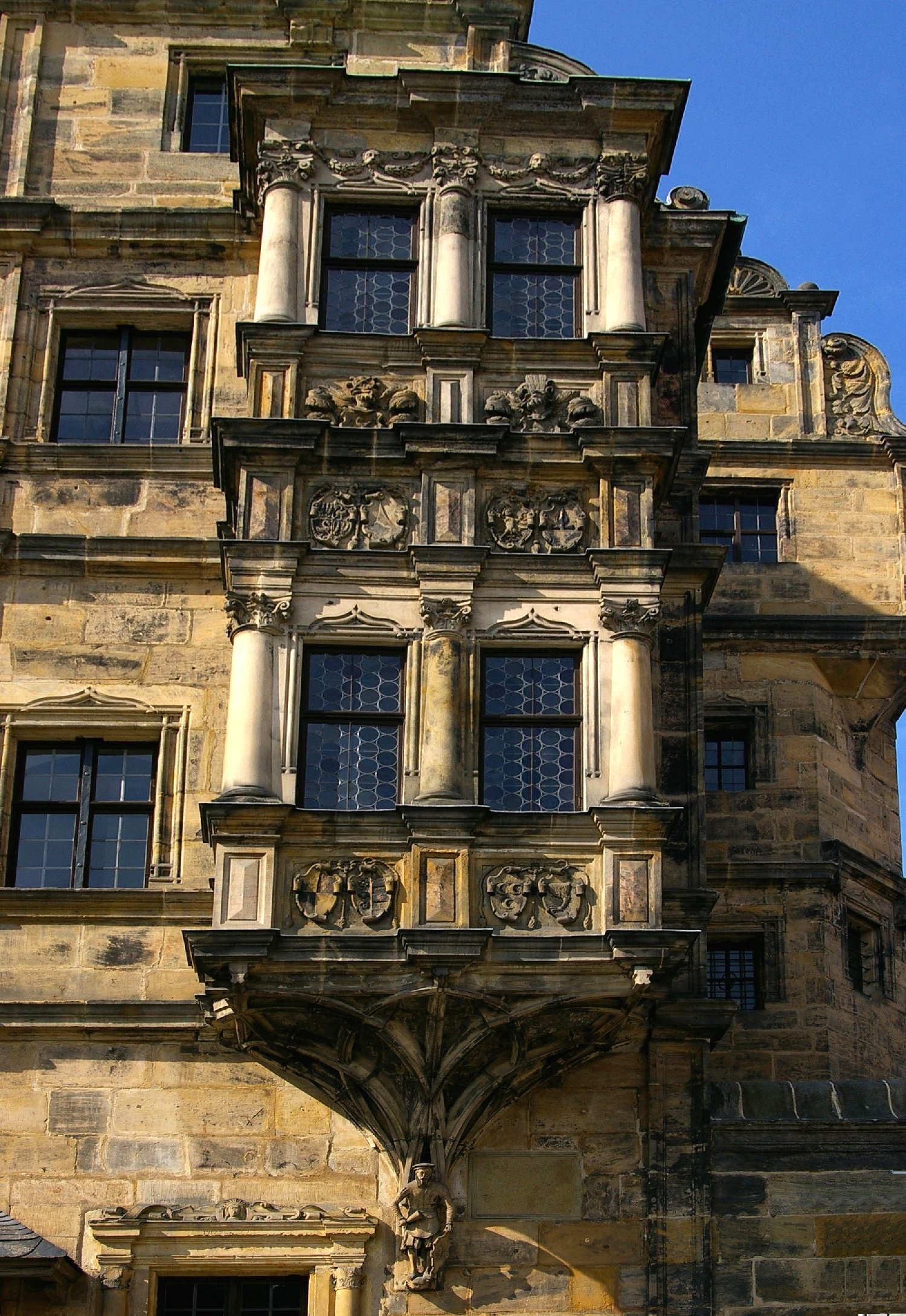
Detailreicher Renaissanceerker

Berengar II., Markgraf von Ivrea und König von Italien, war über seine Mutter Nachfahre des Franken-Kaisers Karl des Großen. Er ehelichte Willa, die Tochter des Markgrafen von Tuscien. Er war Verbündeter von König Otto I. Durch politische Händel wurde er zum Gegner seines ehemaligen Verbündeten Otto I., der ihn 964 bezwang und ihn und seine Ehefrau Willa gefangen nach der Burg Babenberg verbrachte. Berengar verstarb dort am 6. August 966, seine Witwe ging in ein nicht genanntes Kloster.

### Ermordung von König Philipp von Schwaben
Philipp von Schwaben wurde in der Alten Hofhaltung am 21. Juni 1208, kurz vor seiner Kaiserwahl, vom bayerischen Pfalzgrafen Otto VIII. von Wittelsbach ermordet. In den Annalen von Marbach für das Jahr 1208 heißt es:

„…als der vorgenannte Pfalzgraf, wie er denn schon längst die böse That in seinem Herzen beschlossen hatte, herbeikam, Einlass begehrte und erhielt. Hier zog er das Schwert, indem er sich stellte als spiele er gleich einem Possenreißer, verwundete aber bei sich ergebender Gelegenheit den König in der Gegend des Halses und ergriff sogleich die Flucht. Und infolge dieser Verwundung verlor derselbe das Leben…“

Bestattet wurde König Philipp im Dom von Bamberg, von wo er später in die Grablege des Speyerer Doms überführt wurde.
Für den Attentäter Otto von Wittelsbach hatte dieses Attentat tödliche Folgen. Auch Bischof Ekbert von Andechs-Meranien wurde als Mitwisser des Königsmords zu Bamberg verdächtigt.